# Josep Alberola Navarro
Josep Alberola i Navarro (Ontinyena, Osca, 1895 – Mèxic, 1967), fou un sindicalista, teòric anarquista i mestre lligat al moviment racionalista català. De jove es trasllada a viure a les Comarques Gironines, on participà activament en les vagues obreres del 1919-1923. Va assistir al 2n congrés de la CNT (Madrid, desembre de 1919) representant els treballadors de la localitat d'Olot, que estaven en vaga. Formà part del grup editor del periòdic "El Productor” (Blanes) i de l'Acció Social i Obrera (Sant Feliu de Guíxols).
Seguidor de les idees de Francesc Ferrer i Guàrdia, va treballar sempre a escoles de diferents indrets dels Països Catalans que impartien aquest mètode i va col·laborar en la fundació de diversos centres d'ensenyament (Barcelona, Olot, Elda, Xàtiva, Alaior, Viladecans, Fraga, etc.), destacant extraordinàriament com a orador abans de la guerra. En 1918 va dirigir l'escola del Clot (també anomenada Farigola i Natura).
No se sap amb exactitud si va participar en la fundació de la FAI però s'hi adherí des dels inicis, el 1927. Exercí de redactor en les publicacions Ética (València), El Porvenir del Obrero (Alaior), Proa, La Protesta (Buenos Aires), Redención (Alcoi), Revista Única, Solidaridad, La Revista Blanca, Solidaridad Humana (Barcelona), Tierra y Libertad (Mèxic), i també va ser administrador durant dos anys de Solidaridad Obrera; és autor del llibre Interpretación anarquista de la revolución (Lleida, 1937).
Intervingué en el tercer congrés confederal de la CNT (Madrid, juny de 1931), representant els treballadors de Manresa, Berga, Navàs, la Pobla de Lillet, Sallent i Gironella. El 1933 es traslladà a Fraga, on posà en marxa una escola racionalista que acollirà els nens i nenes de la població.
En començar la guerra, Alberola fou nomenat president del Consell Comunal de Fraga i, a l'octubre d'aquell mateix any, el designaren membre del Consejo de Defensa Regional de Aragón amb seu a Fraga, com a encarregat de la Instrucció Pública. Amb l'arribada al poder del doctor Negrín, aquest consell va ser dissolt, tot i que Alberola n'era un dels seus màxims defensors. A finals del 1937 marxà al front.
L'any 1939 s'exilià a França i després a Mèxic, on va fundar l'escola Cervantes. Va ser assassinat l'any 1967, en estranyes circumstàncies.